# Scripta Mathematica
Scripta Mathematica war eine vierteljährlich erscheinende Zeitschrift für Mathematikgeschichte, Mathematikphilosophie und breiteren Kreisen verständliche Übersichts- und Einführungsartikeln zur Mathematik und Unterhaltungsmathematik. Sie wurde 1932 von Jekuthiel Ginsburg an der Yeshiva University gegründet und erschien zuerst 1933. Die Zeitschrift bestand bis 1973.
Zu den Gründern gehörten David Eugene Smith, Cassius Jackson Keyser und andere New Yorker Mathematikprofessoren. Für drei US-Dollar Jahresbeitrag erhielt man nicht nur die Zeitschrift, sondern konnte auch an Vorlesungen und am Jahresbankett teilnehmen. 1938 hatte sie 800 Subskribenten.
In Scripta Mathematica veröffentlichte auch Martin Gardner ab 1948 (über mathematische Kartentricks), bevor er Kolumnist bei Scientific American wurde.